# Protocolo de Alejandría

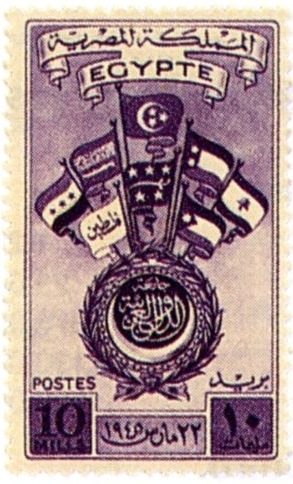
Sello conmemorativo del establecimiento de la Liga Árabe. Muestra las banderas de los ocho países fundadores: Reino de Egipto, Reino de Arabia Saudita, Reino Mutwakilita de Yemen, República de Siria, Reino Hachemita de Irak, Reino Hachemita de Jordania, República del Líbano y Palestina

El Protocolo de Alejandría fue un acuerdo que se firmó el 7 de octubre de 1944, en Alejandría (Egipto), por cinco países árabes que acordaron la formación de una Organización Árabe, la cual condujo a la creación de la Liga Árabe en el año siguiente.
El acuerdo establecía que todos los países participantes estarán representados de manera igualitaria. El objetivo principal de esta organización era fortalecer las relaciones entre los estados árabes y participar activamente en la coordinación de sus planes políticos y su política exterior sin interferir con su independencia, pero prometiendo protección por medios adecuados en caso de agresión contra un estado miembro y su soberanía.
La reunión de Alejandría incluyó cinco comités con representantes de los futuros miembros de la Liga Árabe en el Medio Oriente.

## Miembros fundadores
- Egipto: Nagib al-Hilali Pasha, Ministro de Educación, Muhammad Sabri Abu 'Alam Pasha, Ministro de Justicia, Muhammad Salah-al-din Bey, también encargado de la Secretaría de Estado del Ministerio de Relaciones Exteriores,
- Irak: Hamdi al-Bahjaji, Primer Ministro irakí y líder de la delegación irakí, Arshad al-'Umari, Ministro de Relaciones Exteriores, Nuri al-Sa'id, ex Primer Ministro irakí, Tahein al-'Askari, Ministro Plenipotenciario irakí in Egipto.
- Siria: Saadallah al-Jabiri, Primer Ministro sirio y líder de la delegación siria, Jamil Mardam Bey, Ministro de Relaciones Exteriores, Dr. Nagib al-Armanazi, Secretario General de la Presidencia de la República Siria, M. Sabri al-Assali, diputado de Damasco.
- Jordania (antigua Transjordania): Tawfiq Abu al-Huda, Primer Ministro transjordano y Ministro de Relaciones Exteriores, líder de la delegación transjordana, Sulayman al-Sukkar Bey, secretario financiero del Ministerio de Relaciones Exteriores.
- Líbano: con el presidente Bechara El Khoury, Riyad al-Sulh Bey, Primer Ministro libanés y líder de la delegación libanesa, Salim Taqla Bey, Ministro de Relaciones Exteriores, Musa Mubarak, jefe del gabinete presidencial.